# 高岡市立こまどり支援学校
高岡市立こまどり支援学校（たかおかしりつ こまどりしえんがっこう）は、富山県高岡市にある市立の特別支援学校。

## 沿革
1958年(昭和33年)6月3日高岡市民病院内に高岡市立成美小学校・高岡市立志貴野中学校肢体不自由児「こまどり学級」開級。
1968年(昭和43年)4月1日高岡市立「こまどり養護学校」開校。
1976年(昭和51年)4月1日富山県立富山養護学校高等部分学級新設。
1979年(昭和54年)12月19日校舎落成。
1983年(昭和58年)4月1日富山県立高志養護学校高等部こまどり分教室開設。
2005年(平成17年)4月1日特別支援教育体制推進事業により特別支援教育センター校に指定される。
2008年(平成20年)10月7日創立50周年記念式典開催。
2010年(平成22年)4月1日「高岡市立こまどり支援学校」へ校名変更し新校章を制定する。

## 設置学部
- 小学部
- 中学部

このほかに、富山県立高志支援学校高等部こまどり分教室を併設する。

## 周辺
- 高岡市民病院